# ماكس أونغر
ماكس أونغر (بالإنجليزية: Max Unger)‏ هو لاعب كرة قدم أمريكية أمريكي، ولد في 14 أبريل 1986 في هاواي في الولايات المتحدة.

## وصلات خارجية
- ماكس أونغر على موقع مرجع كرة القدم المحترفة.كوم (الإنجليزية)